# Sililo Martens
Pour les articles homonymes, voir Martens.
Pas d'image ? Cliquez ici

a Compétitions nationales et continentales officielles uniquement.

b Matchs officiels uniquement.
Dernière mise à jour le 2 novembre 2015.
Sililo Martens, né le 27 avril 1977 à Auckland (Nouvelle-Zélande), est un joueur international tongien de rugby à XV, qui a joué avec l'équipe des Tonga entre 1998 et 2009, évoluant au poste de demi de mêlée (1,80 m et 97 kg). 

## Carrière
Sililo Martens est d'origine tongienne par sa mère. Il connaît les sélections scolaires et des moins de 19 ans chez les Néo-zélandais.
Il honore sa première cape internationale avec les Tonga le 22 septembre 1998 à l'occasion d'un match contre l'Australie pour une défaite sévère 74-0.
Sililo Martens participe à la Coupe du monde en 1999 (3 matchs) et 2003 (4 matchs). Il est motivé pour représenter son pays et consentir un effort financier car la fédération nationale ne peut même pas rembourser les frais de déplacement depuis l'Europe.
Il joue dans le championnat d'Angleterre sous les couleurs des Sale Sharks disputant 79 rencontres en quatre saisons. Il remporte notamment le Challenge européen 2004-2005 ainsi que le Championnat d'Angleterre 2005-2006 avec Sébastien Chabal, Charlie Hodgson, Mark Cueto ou Jason Robinson comme coéquipiers. Cette année-là, il dispute seize matchs de championnat en inscrivant trois essais. En janvier 2006, il prolonge d'ailleurs son contrat avec le club de Philippe Saint-André. 
Depuis 2000, Sililo Martens a disputé 43 matches en compétition européenne de club (Challenge européen ou Coupe d'Europe) au cours desquels il a marqué 4 essais. 
L'été 2008, il rejoint la franchise des Scarlets avec qui il joue 15 matchs avant de rejoindre un nouveau club, les Carmarthen Quins (en), club du Championnat du pays de Galles.
Avec Epi Taione, il interprète un All Black dans le film Invictus.

## Palmarès
- 29 sélections avec l'équipe des Tonga
- 5 essais, 31 transformations, 32 pénalités, 1 drop
- 186 points
- Sélections par année : 2 en 1998, 13 en 1999, 2 en 2001, 4 en 2002, 6 en 2003, 2 en 2009
- Participation à la coupe du monde en 1999 et 2003.

| Édition             | Rang               | Résultats Tonga | Résultats S. Martens | Matchs S. Martens |
| Pays de Galles 1999 | Troisième de poule | 1 v, 0 n, 2 d   | 1 v, 0 n, 2 d        | 3/3               |
| Australie 2003      | Cinquième de poule | 0 v, 0 n, 4 d   | 0 v, 0 n, 4 d        | 4/4               |

Légende : v = victoire ; n = match nul ; d = défaite.